# 단체 (수학)
수학에서 단체(單體, 영어: simplex 심플렉스[*])는 삼각형과 사면체의 임의의 차원에 대한 일반화이다. {\displaystyle n}차원 단체는 {\displaystyle n+1}개의 꼭짓점을 갖는데, 초입방체 벌집처럼 자기쌍대이다. 그리고 정삼각형과 정사면체를 제외한 단체는 이포각의 크기가 72°보다 크다.
순서대로 나타내면 다음과 같다. 소괄호 안에 있는 것은 이포각이다. 꼭짓점의 개수와 면의 개수는 같기 때문에 표기하지 않았다.
- 2차원: 정삼각형 {3}(60°)
- 3차원: 정사면체 {3, 3}(70.52881......°)
- 4차원: 정오포체 {3, 3, 3}(75.5124......°)

## 정의

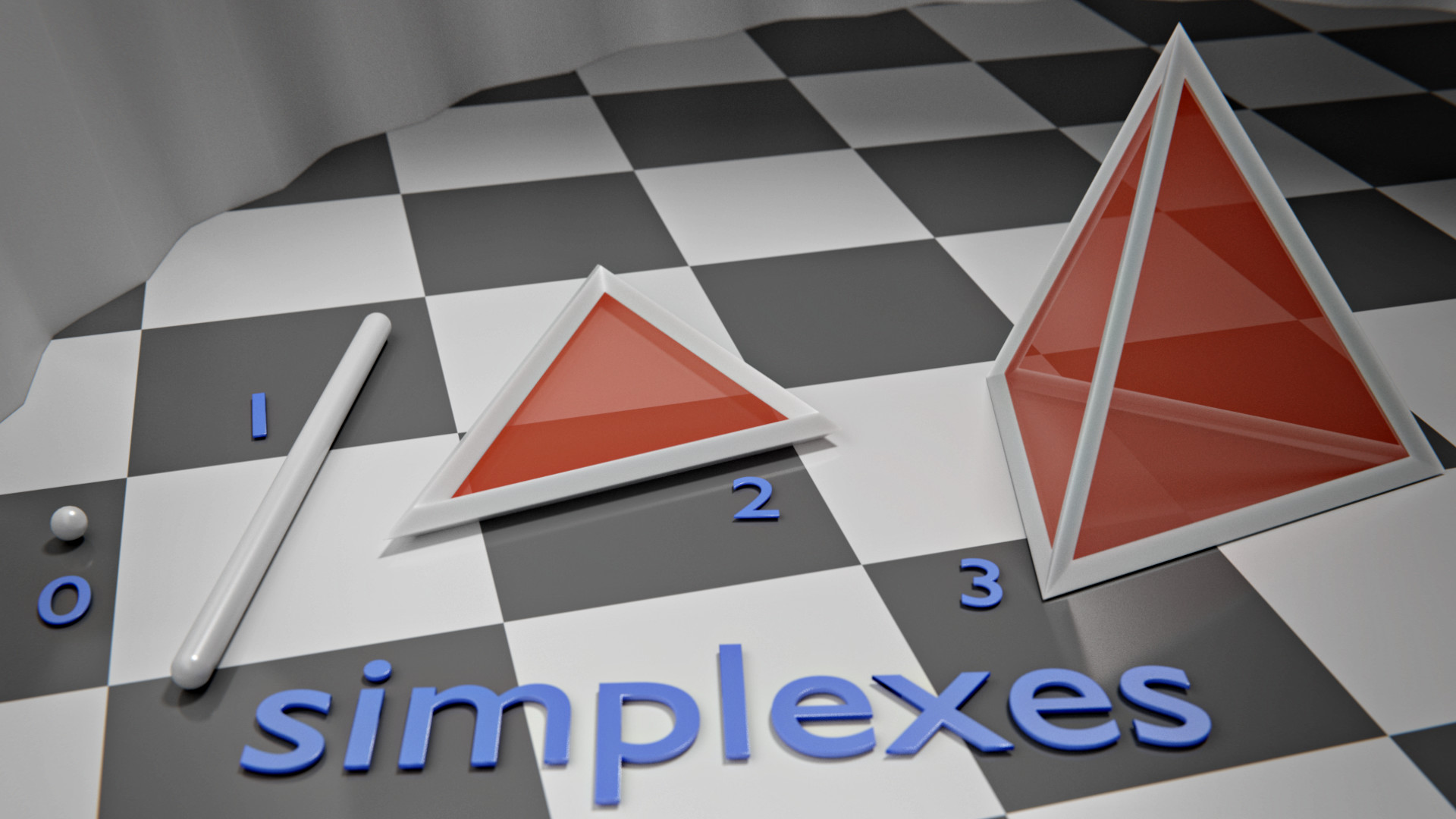

{\displaystyle n}차원 단체는 다음 조건을 만족시키는 임의의 {\displaystyle n}차원 폴리토프이다.
- {\displaystyle n+1}개의 꼭짓점(0차원 면)을 갖는다.
- 임의의 꼭짓점의 집합 {\displaystyle I}에 대하여, 이들은 어떤 유일한 {\displaystyle |I|-1}차원 면에 공통적으로 속한다. (즉, 이 역시 단체를 이루게 된다.)

{\displaystyle n}차원 표준 단체(영어: {\displaystyle n}-dimensional standard simplex)는 {\displaystyle n+1}차원 유클리드 공간 {\displaystyle \mathbb {R} ^{n+1}}의 다음과 같은 부분 집합이다.
{\displaystyle \triangle ^{n}=\{(t_{0},t_{1},\dotsc ,t_{n})\in [0,1]^{n+1}\colon t_{0}+t_{1}+\dotsb +t_{n}=1\}}

## 예
낮은 차원의 단체는 다음과 같은 특별한 이름을 갖는다.
| 차원 | 단체의 이름        |
| ---- | ------------------ |
| 0    | 점 (한원소 공간)   |
| 1    | 닫힌 선분 (폐구간) |
| 2    | 삼각형             |
| 3    | 사면체             |

## 같이 보기
- 3차원 초구
- 완전 그래프
- 델로네 삼각분할
- 힐 사면체
- 메칼프의 법칙
- 다포체
- 단체법 (알고리즘)
- 단체 복합체
- 단체 호몰로지
- 단체 집합